# TVR București
TVR București este studioul regional al Televiziunii Române pentru zona Muntenia și Dobrogea. Este difuzat din Centrul de Emisie București. A fost înființat în ianuarie 2007. 
Programele sunt difuzate pe canalul TVR 3. Principala emisiune informativă - Telejurnalul Regional – este difuzată la orele 15.00 și 21.30 din studioul 10 al Centrului de Știri al TVR.
TVR mai deține 5 canale regionale la Timișoara, Constanța, Cluj-Napoca, Târgu Mureș, Iași și Craiova care împreună cu TVR București realizează emisiunile canalului TVR 3. TVR București, spre deosebire de celelalte canale regionale, nu deține o frecvență terestră proprie.
TVR București acoperǎ județele Dâmbovița, Giurgiu, Prahova, Buzău, Călărași, Ialomița, Brăila, Tulcea, Constanța, Ilfov și municipiul București.

## Jurnalul Regional
Jurnalul Regional este una dintre emisiunile informative magazin de pe TVR 2 din 19 martie 2007 de la ora 18:00 și terminându-se pe 28 noiembrie 2008. Cele mai noi știri sunt din regiunile Muntenia și Dobrogea, înainte a inclus știrile sportive și prognoza meteo pentru ziua de astăzi. Jurnalul Regional este difuzat în fiecare zi, de luni până duminică la ora 18:00 timp de 40 de minute până la 18:40, la TVR 2. Emisiunea Jurnal Regional a fost unul dintre programele de știri de pe posturile regionale TVR Cluj, TVR Timișoara, TVR Iași (Fostă Expres) și TVR Craiova. Din timpul lui mai 2008 a emis TVR Tîrgu Mureș cu emisiunea Jurnal Regional / Regionális híradő . Înainte TVR Iași una dintre canalele de televiziune regionale din 2004 până din 2006 a difuzat emisiunea informativă cu o nouă variantă "Regional Express /InfoSport /Meteo". Jurnalul TVR este difuzat de la ora 16:00 la TVR 2 de luni până duminică și Ora de știri de la ora 21:30 tot aici pe TVR 2.